# تشارلز لي (قاضي صلح)
تشارلز لي (بالصينية: 李業廣) هو قاضي صلح ‏ صيني، ولد في 16 يوليو 1936.